# Чемпионат Тринидада и Тобаго по футболу
Про-лига Тринидада и Тобаго (англ. TT Premier Football League) — высший дивизион в футбольной иерархии Тринидада и Тобаго. Лига стала профессиональной в 1999 году.

## Список чемпионов

### Футбольная лига Порт-оф-Спейна (1908—1973)
- 1908 Клайдсдейл
- 1909 Кэжуалс
- 1910 Шемрок
- 1911 Шемрок (2)
- 1912 Кэжуалс (2)
- 1913 Кэжуалс (3)
- 1914 Клайдсдейл (2)
- 1915 Клайдсдейл (3)
- 1916-18 Чемпионат не проводился из-за Первой Мировой войны
- 1919 Куинз Парк
- 1920 Ройял Сассекс
- 1921 Кэжуалс (4)
- 1922 Шемрок (3)
- 1923 Шемрок (4)
- 1924 Шемрок (5)
- 1925 Шемрок (6)
- 1926 Спортинг Клуб
- 1927 Мэйпл Клуб
- 1928 Мэйпл Клуб (2)
- 1929 Кэжуалс (5)
- 1930 Эвертон
- 1931 Эвертон (2)
- 1932 Эвертон (3)
- 1933 Куинз Ройял Колледж
- 1934 Кэжуалс (6)
- 1935 Кэжуалс (7)
- 1936 Спортинг Клуб (2)
- 1937 Спортинг Клуб (3)
- 1938 Кэжуалс (8)
- 1939 Нотр Дам
- 1940 Кэжуалс (9)
- 1941 Кэжуалс (10)
- 1942 Колтс
- 1943 Флит Эйр Арм
- 1944 Шемрок (7)
- 1945 Колтс (2)
- 1946 Нотр Дам (2)
- 1947 Колтс (3)
- 1948 Малверн Юнайтед
- 1949 Малверн Юнайтед (2)
- 1950 Мэйпл Клуб (3)
- 1951 Мэйпл Клуб (4)
- 1952 Мэйпл Клуб (5)
- 1953 Мэйпл Клуб (6)
- 1954 Спортинг Клуб (4)
- 1955 Спортинг Клуб (5)
- 1956 Нотр Дам (3)
- 1957 Колтс (4)
- 1958 Шемрок (8)
- 1959 Шемрок (9)
- 1960 Мэйпл Клуб(7)
- 1961 Мэйпл Клуб (8)
- 1962 Мэйпл Клуб (9)
- 1963 Мэйпл Клуб (10)
- 1964 Парагон
- 1965 Реджимент
- 1966 Реджимент (2)
- 1967 Мэйпл Клуб (11)
- 1968 Мэйпл Клуб (12)
- 1969 Мэйпл Клуб (13)
- 1970 Реджимент (3)
- 1971 Сезон не закончился
- 1972 Дефенс Форс
- 1973 Дефенс Форс (2)

### Национальная лига (1974—1995)
- 1974 Дефенс Форс (3)
- 1975 Дефенс Форс (4)
- 1976 Дефенс Форс (5)
- 1977 Дефенс Форс (6)
- 1978 Дефенс Форс (7)
- 1979 Полиция
- 1980 Дефенс Форс (8)
- 1981 Дефенс Форс (9)
- 1982 АСЛ Спортс Клуб
- 1983 АСЛ Спортс Клуб (2)
- 1984 Дефенс Форс (10)
- 1985 Дефенс Форс (11)
- 1986 Тринток
- 1987 Дефенс Форс (12)
- 1988 Тринток (2)
- 1989 Дефенс Форс (13)
- 1990 Дефенс Форс (14)
- 1991 Полиция (2)
- 1992 Дефенс Форс (15)
- 1993 Дефенс Форс (16)
- 1994 Полиция (3)
- 1995 Дефенс Форс (17)

### Полупрофессиональная лига (1996—1998)
- 1996 Дефенс Форс (18)
- 1997 Дефенс Форс (19)
- 1998 Джо Паблик

### Профессиональная футбольная лига (1999 —н.в.)
- 1999 Дефенс Форс
- 2000 Дабл-Ю Коннекшн
- 2001 Дабл-Ю Коннекшн (2)
- 2002 Сан-Хуан Джаблоти
- 2003 Сан-Хуан Джаблоти (2)
- 2004 Норт-Ист Старз
- 2005 Дабл-Ю Коннекшн (3)
- 2006 Джо Паблик (2)
- 2007 Сан-Хуан Джаблоти (3)
- 2008 Сан-Хуан Джаблоти (4)
- 2009 Джо Паблик (3)
- 2010/11 Дефенс Форс (2)
- 2011/12 Дабл-Ю Коннекшн (4)
- 2012/13 Дефенс Форс (3)
- 2013/14 Дабл-Ю Коннекшн (5)
- 2014/15 Сентрал
- 2015/16 Сентрал
- 2016/17 Сентрал (3)
- 2017 Норт-Ист Старз (2)
- 2018 Дабл-Ю Коннекшн (6)
- 2019/20 Дефенс Форс (4)

### Список чемпионов
1. Дефенс Форс — 23
2. Мэйпл Клуб — 13
3. Кэжуалс — 11
4. Шемрок — 9
5. Дабл-Ю Коннекшн — 6
6. Спортинг Клаб — 5
7. Колтс — 4
8. Сан-Хуан Джаблоти — 4
9. Сентрал — 3
10. Эвертон — 3
11. Джо Паблик — 3
12. Нотр Дам — 3
13. Полис — 3
14. Реджимент — 3
15. Эй-Эс-Эл Спортс Клаб — 2
16. Клайдсдейл — 2
17. Малверн Юнайтед — 2
18. Норт-Ист Старз — 2
19. Тринток — 2
20. Флит Эйр Арм — 1
21. Парагон — 1
22. Куинз Парк — 1
23. Куинз Ройял Колледж — 1
24. Ройял Сассекс — 1